# ویکرز ویمی
ویکرز ویمی(به انگلیسی: Vickers Vimy) یک هواپیمای بمب افکن سنگین بریتانیایی بود که توسط ویکرز لیمیتد توسعه داده و تولید شد. ویمی که در مراحل آخر جنگ جهانی اول برای تجهیز سپاه هوایی سلطنتی (RFC) توسعه یافت، توسط رکس پیرسون، طراح ارشد ویکرز طراحی شد.

## کابران

### کابران نظامی
بریتانیا

### کابران تجاری
چین
 فرانسه
 اتحاد جماهیر شوروی
 اسپانیا
 بریتانیا

## مشخصات فنی
داده‌ها از Profile Publications No. 005: Vickers F.B.27 Vimy
ویژگی‌های عمومی
- خدمه: ۳[۳]
- طول: ۴۳ فوت ۷ اینچ (۱۳٫۲۸ متر)
- پهنای بال: ۶۸ فوت ۱ اینچ (۲۰٫۷۵ متر)
- ارتفاع: ۱۵ فوت ۸ اینچ (۴٫۷۸ متر)
- مساحت بال‌ها: ۱٬۳۳۰ فوت مربع (۱۲۴ متر مربع)
- وزن خالی: ۷٬۱۰۴ پوند (۳٬۲۲۲ کیلوگرم)
- بیشترین وزن برخاست: ۱۰٬۸۸۴ پوند (۴٬۹۳۷ کیلوگرم)
- پیشرانه: ۲ عدد موتور وی۱۲ با خنک‌کننده آبی رولز-رویس ایگل VIII, ۳۰۰ اسب بخار (۲۲۰ کیلووات)  در هر موتور

عملکرد
- حداکثر سرعت: ۱۰۰ مایل بر ساعت (۱۶۰ کیلومتر بر ساعت، ۸۷ گره)
- بُرد: ۹۰۰ مایل (۱٬۴۰۰ کیلومتر، ۷۸۰ مایل دریایی)
- حداکثر ارتفاع: ۷٬۰۰۰ فوت (۲٬۱۰۰ متر)

تسلیحات

- اسلحه‌ها: ۱ × .۳۰۳ اینچی (۷٫۷ میلی‌متری) تفنگ لوئیس in Scarff ring در دماغه و ۱ × in Scarff ring در میانه بدنه
- بمب‌ها: ۲٬۴۷۶ پوندی (۱٬۱۲۳ کیلوگرمی)

## همچنین ببینید
توسعه مرتبط
- ویکرز ورنون
- ویکرز ویرجینیا

هواگردهای با عملکرد، پیکربندی و یا دوره زمانی مشابه
- Gotha G
- Handley Page Type O

### ارجاعات
1. ↑  Bruce 1965, pp. 10,12.
2. ↑  Lumsden 1996, pp. 185-6.
3. ↑  Mason 1994, p. 98.

### کتابشناسی - فهرست کتب
- Andersson, Lennart (2008). A History of Chinese Aviation: Encyclopedia of Aircraft and Aviation in China until 1949. Taipei, Taiwan: AHS of ROC. ISBN 978-957-28533-3-7.
- Andrews, C.F.; Morgan, Eric B. (1988). Vickers Aircraft since 1908 (Second ed.). London: Putnam. ISBN 0-85177-815-1.
- Bruce, J.M. (1965). Profile Publications No. 005: Vickers F.B.27 Vimy. Leatherhead, England: Profile Publications Ltd.
- Ellis, Bruce (2016). Wreck and Relics 25th Edition. Manchester, England: Crecy Publishing Ltd. ISBN 978-191080-9037.
- Jackson, A. J. (1988). British Civil Aircraft 1919–1972: Volume III (revised second ed.). London: Putnam. ISBN 0-85177-818-6.
- Jarrett, Philip (November 1992). "By Day and By Night: Part Six". Aeroplane Monthly. Vol. 20, no. 11. pp. 8–14.
- Lumsden, Alec (1996). British Piston Engines and their Aircraft. Shrewsbury, Shropshire: Airlife Publishing. ISBN 1-85310-294-6.
- Lynch, Brendan. Yesterday We Were in America - Alcock and Brown - First to fly the Atlantic non-stop. Yeovil, England: Haynes Publishing, 2009 شابک ‎۹۷۸ ۱ ۸۴۴۲۵ ۶۸۱ ۵
- Mason, Francis K. (1994). The British Bomber Since 1914. London: Putnam Aeronautical Books. ISBN 0-85177-861-5.
- McMillan, Peter (May 1995). "The Vimy Flies Again". نشنال جیوگرافیک. Vol. 187, no. 5. pp. 4–43.
- Sims, Charles. "Talkback". Air Enthusiast. No. 13, August–November 1980. p. 79. ISSN 0143-5450ISSN ۰۱۴۳-۵۴۵۰
- Thetford, Owen (December 1992). "By Day and By Night: Part Seven". Aeroplane Monthly. Vol. 20, no. 12. pp. 30–38.
- "The Vickers "Vimy-Commercial" Biplane". Flight. Vol. XI, no. 29. 17 July 1919. pp. 936–941. Retrieved January 12, 2011.
- Winchester, Jim, ed. "Vickers Vimy." Biplanes, Triplanes and Seaplanes (Aviation Factfile). London: Grange Books plc, 2004. شابک ‎۱-۸۴۰۱۳-۶۴۱-۳ISBN 1-84013-641-3.